# Jørgen Grevenkop-Castenskiold
Jørgen Frederik Johannes Grevenkop-Castenskiold (født 20. juli 1804 i København, død 26. marts 1874 sammesteds) var en dansk godsejer, officer og politiker, far til Helmuth Grevenkop-Castenskiold.
Han var søn af Caspar Holten Grevencop-Castenschiold og Jacobine Severine Magens og overtog Store og Lille Frederikslund ved faderens død 1854.
1823 blev han sekondløjtnant à la suite i slesvigske kyrasérregiment, blev 1829 virkelig sekondløjtnant og kammerjunker, 1834 karakteriseret premierløjtnant, 1842 ritmester à la suite, 1848 kammerherre og 1859 major à la suite.
Han var 1854-60 repræsentant i Nationalbanken, blev 14. december 1863 Ridder af Dannebrog, 1865 kongevalgt medlem af Rigsrådets, senere af Rigsdagens Landsting og blev 1868 Dannebrogsmand. Han sad i Landstinget til sin død 1874
En af hans døtre ægtede officeren Ludvig Castenskiold.
Han er begravet i Sorterup Kirke.